# Bacchus, Vénus et Cupidon
Bacchus, Vénus et Cupidon est une peinture à l'huile sur toile (209 × 161 cm) attribuée au peintre italien de la Renaissance Rosso Fiorentino, datant de 1531-1532 environ et conservée au Musée national d'histoire et d'art de Luxembourg (ville).

## Histoire
Dans les deux éditions des Vies, Vasari a longuement décrit deux peintures de sujets mythologiques réalisées par Rosso pour le roi de France François Ier. Dans la première édition (1550), il se souvint d'elles comme des peintures réalisées immédiatement après son arrivée en France (1530) et avant l'arrivée du Primatice (1532). Les œuvres étaient situées aux extrémités de la galerie François-Ier du château de Fontainebleau.
Si l'on sait peu de chose de Cupidon et Psyché - peut-être en fait un Cupidon et Vénus, dont un dessin est conservé au musée du Louvre - en revanche le Bacchus et Vénus a été identifié avec prudence par Béguin au musée d'art de la ville de Luxembourg-Ville. Dans des conditions de conservation non optimales, si on ne peut directement l'attribuer à Rosso, il ne peut en revanche être donné à aucun de ses collaborateurs à Fontainebleau, donc aujourd'hui l'hypothèse selon laquelle il est de la main du maître a été reprise et développée.

## Description et style
S'appuyant sur un siège drapé, Bacchus, protagoniste de la scène, lève le bras droit avec la coupe de vin de banquet, faisant écho aux statues du dieu par Michel-Ange et d'autres. Le torse du dieu est sculptural, tandis que les membres sont allongés et disposés de manière lâche, dans le style maniériste le plus raffiné. À ses pieds, vu de derrière, Cupidon chevauche un lion aux yeux irrités, aux pieds duquel se trouve le fourreau décoré d'une épée. À droite, Vénus, adossée à un vase, montre les formes canoniques de la beauté féminine de l'époque, avec le teint pâle, des hanches dilatées, une taille étroite, des seins bien proportionnés. Fermant la composition, en haut à droite, un satyre au drap rouge soulève joyeusement des grappes de raisin. Le fond de la toile est de couleur sombre, ce qui fait ressortir les personnages et le lion. 
Œuvre très épurée d'un point de vue formel, elle montre les qualités inventives de Rosso et le nouveau style pictural qu'il a inauguré à la cour : érotisme, primauté de la décoration, style précieux, iconographie sophistiquée. La peinture entière pourrait en fait être idéalement inscrite dans un ovale, comme un camée antique, ainsi que le suggèrent également les allures curvilignes symétriques du pied cambré du siège et le corps arrondi du vase.

## Source de traduction
- (it) Cet article est partiellement ou en totalité issu de l’article de Wikipédia en italien intitulé « Bacco, Venere e Amore » (voir la liste des auteurs).